# Yaani King
Yaani King, née le 10 août 1981 à Brooklyn à New York, est une actrice américaine.

## Filmographie
2022 : Code Quantum : Frankie